# Albania in der aserbaidschanischen Geschichtsschreibung

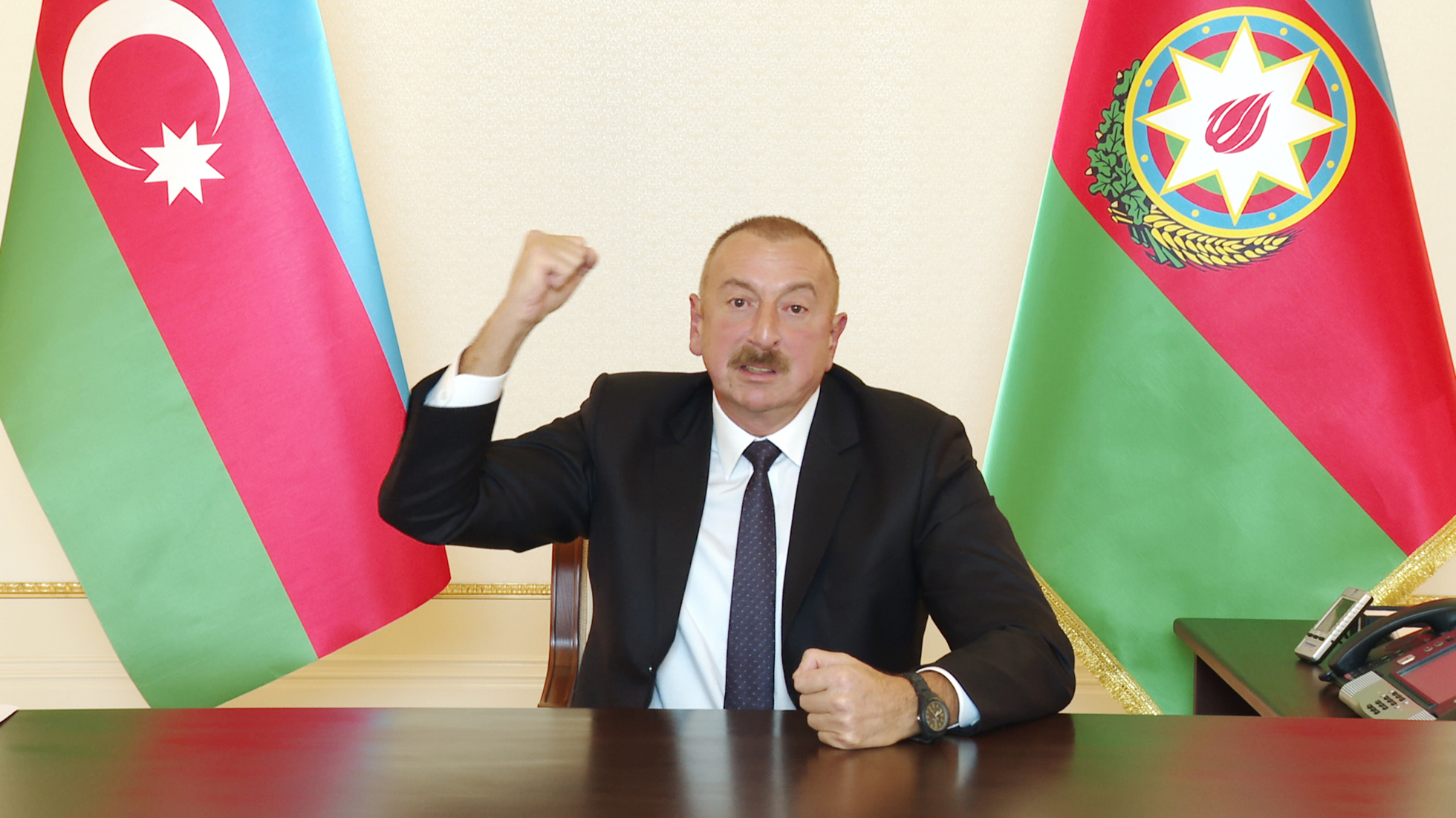
İlham Əliyev: „Das heutige Armenien, das auf der Karte als „Republik Armenien“ bezeichnete Gebiet, ist ursprünglich aserbaidschanisches Land. Das ist die Wahrheit. Selbstverständlich sind Sangesur und das Khanat Jerewan unser Land! ... Unsere Kinder sollten all das wissen, sie sollten wissen, dass sich das heutige Armenien auf angestammtem aserbaidschanischem Land befindet.“ Baku, 14. Oktober 2010.

In der aserbaidschanischen Geschichtsschreibung spielt das antike Königreich Albania eine zentrale ideologische Grundlage für die Staatsdoktrin der Republik Aserbaidschan, mit der die heutigen Aserbaidschaner als einzige legitime Nachfolger der kaukasischen Albaner angesehen und territoriale Ansprüche insbesondere gegen Armenien begründet werden. Dies beinhaltet auch die aserbaidschanische Inanspruchnahme des kulturellen Erbes der Armenischen Apostolischen Kirche, deren Kirchengebäude als „albanisch“ deklariert werden, was jedoch nicht verhinderte, dass in Nachitschewan sämtliche Kirchen zwischen 1989 und 2006 zerstört wurden. Laut dem britischen Journalisten Thomas de Waal nimmt niemand außerhalb Aserbaidschans die „Albania-Theorie“ wissenschaftlich ernst. In den Schulen und Medien des Landes ist sie jedoch die einzige zulässige historische Sichtweise und wird allumfassend gelehrt. Zu den wichtigsten Autoren dieser umstrittenen Theorie gehören Ziya Bünyadov (1923–1997), Fəridə Məmmədova (1936–2021) und Yaqub Mahmudov (* 1939), denen sowohl von armenischen als auch zahlreichen anderen Historikern des Auslands Geschichtsfälschung vorgeworfen wird. Zu beachten ist, dass das antike Albania in der Kaukasusregion nichts mit dem europäischen Land Albanien zu tun hat.

## Vorgeschichte
Sowohl in der Zeit der iranischen Herrschaft bis Anfang des 19. Jahrhunderts als auch im Russischen Kaiserreich lebten in der Kaukasusregion zahlreiche Ethnien durchmischt nebeneinander. In Russland hatten beispielsweise die Städte Jerewan, Baku, Schuscha und Jelisawetpol (Gandscha) zumindest zeitweise einen Bevölkerungsanteil sowohl turksprachiger, meist schiitischer Muslime (ab 1918 als Aserbaidschaner bezeichnet) als auch christlicher Armenier von jeweils mindestens einem Fünftel. Mit der Gründung unabhängiger Staaten im Kaukasus 1918 kam es zum Krieg um diese gemischtsprachigen Gebiete, und mit der Ziehung neuer Grenzen innerhalb der Sowjetunion durch den Nationalitäten-Kommissar Josef Stalin 1920 waren beide Seiten unzufrieden: Während mit der Zuordnung von Sjunik (Sangesur) zu Armenien zahlreiche turksprachige Muslime auf armenischer Seite verblieben, war es im Falle von Nachitschewan umgekehrt, und mit Bergkarabach wurde eine zu über 90 % armenisch besiedelte Region Aserbaidschan unterstellt.

## Zeit der Sowjetunion

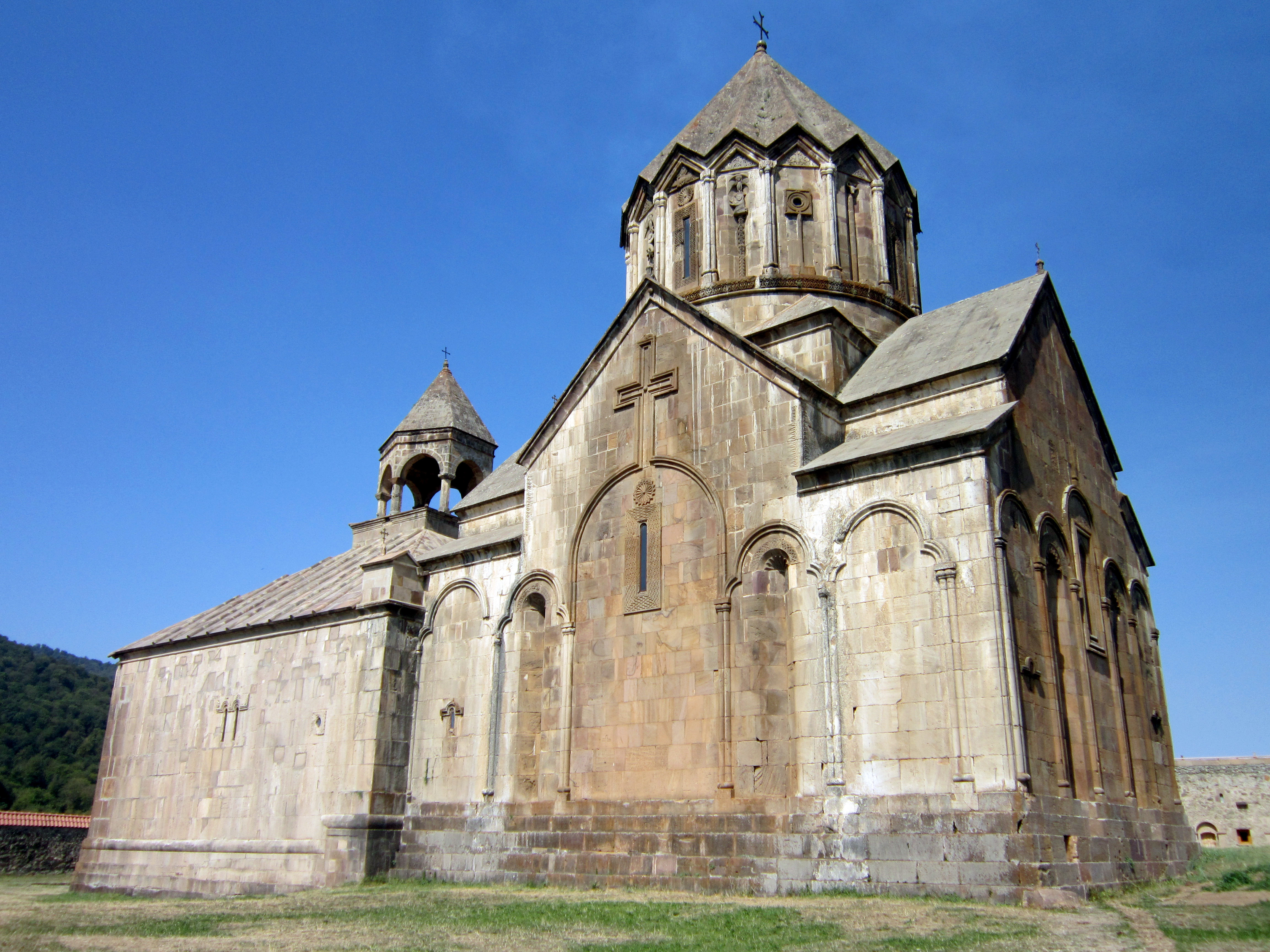
Das vom armenischen Fürstenhaus Hassan-Dschalaljan gegründete Kloster Gandsassar war bis ins 19. Jahrhundert Sitz des Katholikats von Aghwank der Armenischen Apostolischen Kirche. Aserbaidschanische Historiker machten daraus eine „albanische“ (aghwanische) Ethnizität der armenischen Bewohner der Gegend.

In der Sowjetzeit war die Aserbaidschanische SSR mit Forderungen der Armenier Bergkarabachs nach Anschluss der Region an die Armenische SSR konfrontiert. Untermauert wurden diese armenischen Forderungen außer mit den ethnischen und sprachlichen Verhältnissen auch mit dem ins Mittelalter zurückreichenden armenischen kulturellen Erbe, repräsentiert etwa durch das vom armenischen Prinzen Hassan Dschalaljan aus dem Haus Hassan-Dschalaljan vom Fürstentum Chatschen im Jahre 1216 gegründete Kloster Gandsassar. Nach Einschätzung von Thomas de Waal hätte die aserbaidschanische Seite beispielsweise antworten können mit einem Bezug auf die turksprachigen Safawiden, zu deren Reich auch Karabach gehörte. Eine Begründung dafür, dass die aserbaidschanischen Historiker dies nicht taten, sondern einen anderen Weg gingen, wird in der Politik innerhalb der Sowjetunion gesehen, dass für die jeweiligen Sowjetrepubliken eine eigene, lokal begründete Geschichte geschrieben werden sollte. Zu den Historikern, welche die Erstellung der „Albania-These“ im Kontext der Sowjetunion erklären, gehören Nora Dudwick und Harun Yilmaz. Auf diesem Wege habe Aserbaidschan erreichen können, durch den Verweis auf alte Königreiche „auf Augenhöhe“ gegen Armenier und Georgier zu streiten und nicht als Invasor dazustehen, wie es bei der Darstellung der Landnahme durch turksprachige Nomaden der Fall wäre.
1965 in Moskau veröffentlichte Ziya Bünyadov in seiner Monographie über die mittelalterliche Geschichte des heutigen Aserbaidschan (Азербайджан в VII-IХ вв., „Aserbaidschan im 7. bis 9. Jh.“) erstmals einen Text über das antike Albania, das bis dahin weitgehend vergessen war. Er stellte dabei eine Linie von Albania, das im 4. Jahrhundert christianisiert wurde, über die Fünf Fürstentümer von Karabach bis zu den heutigen Aserbaidschanern her. Laut Bünyadov soll die armenische Kirche die alwanische gewaltsam unterdrückt, die Literatur übersetzt und die Originale vernichtet haben. Insgesamt hätten die Armenier keinerlei Anspruch auf Gebiete oder kulturelles Erbe in der Kaukasusregion, da sie selbst erst im 19. Jahrhundert durch die Russen angesiedelt worden seien und sämtliche armenischen Kulturgüter in Wirklichkeit von den Armeniern „armenisierte albanische Kulturgüter“ seien. Laut de Waal kann man hieraus deutlich zwischen den Zeilen die Aussage herauslesen, dass die Karabach-Armenier entweder Siedler des 19. Jahrhunderts oder „Aserbaidschaner unter der Haut“ seien. Bünyadov konnten schwere Verstöße gegen sauberes wissenschaftliches Arbeiten nachgewiesen werden. So zeigte sich, dass die beiden von ihm 1960 und 1965 über das kaukasische Albania veröffentlichten Artikel direktes Plagiat waren. Er hatte unter seinem eigenen Namen einfache Übersetzungen zweier Artikel ohne Quellenangabe veröffentlicht, die ursprünglich von den westlichen Akademikern C. F. J. Dowsett und Robert Hewsen auf Englisch geschrieben worden waren. Laut dem russischen Historiker Wiktor Alexandrowitsch Schnirelman (Виктор Александрович Шнирельман) versuchte Bünyadov absichtlich, „die Gebiete des modernen Aserbaidschan von der Anwesenheit armenischer Geschichte zu säubern“. Schnirelman schreibt 2006: „Ein weiterer Weg ist es, die Anwesenheit von Armeniern im antiken und mittelalterlichen Transkaukasien unterzubewerten und ihre Rolle zu schmälern durch Neuveröffentlichungen antiker und mittelalterlicher Quellen mit Bezeichnungen oder Abänderungen des Begriffs 'armenischer Staat' in 'albanischer Staat' oder mit anderen Entstellungen der Originaltexte. Von den 1960er bis zu den 1990er Jahren gab es viele solche Neuveröffentlichungen von Primärquellen in Baku, bei denen der Angehörige der Akademie Z. M. Bünyadov aktiv mitwirkte.“ Der sowjetische Wissenschaftler Igor Michailowitsch Djakonow (Игорь Михайлович Дьяконов) schrieb 1995, dass Bünyadov berüchtigt wurde für die wissenschaftliche Ausgabe „einer historischen Quelle, aus der sämtliche Erwähnungen von Armeniern gründlich entfernt worden sind“.
Nach Bünyadov trat die etwas jüngere Fəridə Məmmədova auf den Plan, die 1986 in Baku ihre Monographie „Politische Geschichte und historische Geographie des kaukasischen Albania“ (Политическая история и историческая география Кавказской Албании) veröffentlichte. Hier führt sie aus, dass sämtliche Ländereien, Klöster und Kirchen in der Republik Armenien nicht rechtmäßig armenisch, sondern „albanisch“ seien. Der Sitz des Katholikos von Etschmiadsin sei ebenso wenig armenisch, sondern bis zum 15. Jahrhundert „albanisch“ gewesen. Auch die Bekehrung der Armenier zum Christentum im 4. Jahrhundert habe nicht im heutigen Armenien, sondern am Euphrat stattgefunden. Hassan Dschalaljan, laut Forschungen von Robert Hewsen (New Jersey) von fast ausschließlich armenischer Abstammung, dessen Inschriften in Gandsassar und an seinem in Petersburg ausgestellten Schwert ausschließlich armenisch sind, wird als „Albaner“ bezeichnet, zumal Gandsassar Sitz des Katholikats von Aghwank (Albania) war. Məmmədova beschreibt die Physiognomie der Bewohner des Dorfes Wank bei Gandsassar als „nicht armenisch“, denn es seien in Wirklichkeit alles „Albaner“. Die der Monographie zugrunde liegende Doktorarbeit war auf Grund ihrer aggressiven Rhetorik fünf Jahre lang nicht zur Verteidigung zugelassen, bis sie schließlich präsentiert wurde.

## Beispiele nachgewiesener Fälschungen von Primärquellen
1989 erschien in Baku unter dem Titel „Kurze Geschichte des Landes Albania“ eine 48-seitige, von Bünyadov stark „bearbeitete“ russische Übersetzung aus dem Armenischen eines historischen Werkes des in Gandsassar ansässigen Katholikos von Aghwank Jesaja Hassan-Dschalaljan († 1728), das zuvor im 19. Jahrhundert bereits in der in Bergkarabach gelegenen Stadt Schuscha (Russland, 1839) und in Jerusalem (Osmanisches Reich, 1868) im armenischen Original erschienen war. 1992 folgte, ebenfalls in Baku, eine aserbaidschanische Übersetzung. Der sowjet-armenische Historiker Paruir Mambrejewitsch Muradjan (Паруйр Мамбреевич Мурадян, auch Paruyr Muradyan) konnte 1990 bei einer Analyse des kurz zuvor erschienenen Elaborats von Bünyadov sowie anderer Übersetzungen aus Baku Manipulationen feststellen. In Jesaja Hassan-Dschalaljans Chronik wurde der Name „Armenien“ durch „Albania“ ersetzt, worauf Muradjan anhand eines Satzbeispiels hinweist. Im ursprünglichen Text von Jesaja Hassan-Dschalaljan heißt es hiernach:
„Wir sammelten bis zu 10.000 ausgewählte und bewaffnete Männer und mit ihnen eine Schar unserer Priester und Diener mit großem Pomp und Festlichkeit, und in der Überzeugung, dass der armenische Staat (զիշխանութիւն հայոց) erneut wieder hergestellt war, setzten wir uns in Bewegung und machten drei Tage später Halt nahe der Stadt Gandscha in der Gegend von Tscholak.“
In Bünyadovs Textversion heißt es dagegen:
„Wir sammelten bis zu 10.000 ausgewählte und bewaffnete Männer und mit ihnen eine Schar unserer Priester und Diener mit großem Pomp und Festlichkeit, und in der Überzeugung, dass der albanische Staat wieder hergestellt war, setzten wir uns in Bewegung und machten drei Tage später Halt nahe der Stadt Gandscha in der Gegend von Tscholak.“
In der russischen Übersetzung einer anonymen armenischen Chronik aus dem 18. Jahrhundert stellte Muradjan unter anderem fest, dass armenische Ortsnamen von Bünyadov durch turksprachige ersetzt worden waren und darüber hinaus das Wort „Armenien“ an zahlreichen Stellen entfernt worden war. Schnirelman stellt fest, dass Bücher mit manipulierten mittelalterlichen Quellen in Aserbaidschan wiederholt in hohen Auflagen neu aufgelegt wurden, wobei die Bezeichnung „armenischer Staat“ regelmäßig durch „albanischer Staat“ ersetzt war.
Bei der Übersetzung eines Reiseberichts von Johannes Schiltberger aus dem 15. Jahrhundert fehlen in einem Beispiel sowohl der Hinweis „in Armenien“ sowie ein vollständiger Abschnitt, in dem Schiltberger auf die Armenier in Karabach (Karawag) hinweist, die ihn so freundlich empfingen:
| Originaltext von Schiltberger | Russische Übersetzung laut Muradjan | Russischer Text von Bünyadov |
| --- | --- | --- |
| Nach deß Tämerlins tod kam ich in Armeniam zu seinem Son Scharoth / der hett zwey Königreich in Armenia inn / und er was gern zu Armenia / denn es darinnen gar ein schöne Heyd hat / da lag er den Winter auff mit seinem Volck / denn es gar ein gut weid da hat / und es rinnt groß wasser durch die Heyd / das heißt Chur / heißt auch Tigris / in demselben Land wirt die besten seiden bey dem wasser / Diese Heyd heißt in Heydnischer Sprach Karawag / die haben die Heyden all besessen / wiewol sie in Armenia ligt / so haben doch die Armenier den Heyden darvon zinß müssen geben. Bey diesen Armeniern hett ich allweg mein wohnung / denn sie den Teutschen hold sind / und darumb daß ich ein Teutscher was hielten sie mich gar schön / sie lehrten mich ir Pater noster von ir Sprach / das ichs kund / und sie hiessen die Teutschen auff ir Sprach Nu mitzsch. | Я также провёл много времени в Армении. По смерти Тамерлана, попал я к сыну его, владевшему двумя королевствами в Армении. Этот сын, по имени Шах-Рох, имел обыкновение зимовать на большой равнине, именуемой Карабаг и отличающейся хорошими пастбищами. Её орошает река Кур, называемая Тигр, и возле берегов сей реки собирается самый лучший шёлк. Хотя эта равнина лежит в Армении, тем не менее она принадлежит язычникам, которым армянские селения принуждены платить дань. Армяне всегда обходились со мною хорошо, потому что я был немец, а они вообще очень расположены в пользу немцев (нимиц), как они нас называют. Они обучали меня своему языку и передали мне свой Патер ностер. | Я провёл много времени в Армении. После смерти Тамерлана я попал к его сыну, владевшему двумя королевствами. Этот сын, по имени Шах-Рох, имел обыкновение зимовать на большой равнине, именуемой Карабаг, которая отличалась хорошими пастбищами. Её орошает река Кур, называемая также Тигр и возле берегов этой реки собирается самый лучший шёлк. (Die links fett geschriebenen Abschnitte fehlen hier; die kursiven sind anders.) |

## „West-Aserbaidschan“

Bereits auf der Pariser Friedenskonferenz 1919 legte die aserbaidschanische Delegation eine Karte mit Gebietsansprüchen gegen Armenien vor. Sjunik und das Ostufer des Sewansees sind hier aserbaidschanisch, Jerewan jedoch nicht.

Unter „West-Aserbaidschan“ (Qərbi Azərbaycan, nicht zu verwechseln mit der gleichnamigen Provinz von Iran) versteht die aserbaidschanische Regierung das Gebiet der Republik Armenien. Aserbaidschanische Politiker haben wiederholt Gebietsansprüche auf ganz Armenien mit der Begründung gestellt, dass dieses Gebiet einst Eigentum von Aserbaidschanern gewesen sei. Untermauert werden sollen die Ansprüche mit der Behauptung, das heutige Armenien habe vom Spätmittelalter bis zum Vertrag von Turkmentschai (1828) unter der Herrschaft von Turkstämmen und Khanaten des Kaukasus gestanden. Präsident Ilham Alijew nimmt in seinen Reden seit 2010 und verstärkt seit den militärischen Siegen 2020 und 2023 regelmäßig Bezug auf İrəvan (Jerewan), Göyçə (Sewansee) und Zangazur (Sjunik) als ehemaliges und zukünftiges „aserbaidschanisches Land“. Seit dem Krieg um Bergkarabach 2020 und 2023 stellt Aserbaidschan zunehmend Gebietsansprüche auf armenisches Territorium, insbesondere Sjunik.

## Weitere Verschärfung des nationalistischen Diskurses in der Republik Aserbaidschan
Nach der Unabhängigkeit der Republik Aserbaidschan 1991 verschärfte sich der nationalistische Diskurs der aserbaidschanischen Historiker weiter. Zu den wichtigsten Protagonisten der „Albania-Theorie“ gehört nunmehr Yaqub Mahmudov, der verschiedene historische Werke und deren sowjetische beziehungsweise russische Autoren attackierte und ihnen „Komplizenschaft mit armenisch-nationalistischer Propaganda“ vorwarf. Hierzu gehörten nicht nur die Große russische Enzyklopädie (Большая российская энциклопедия, 2007) mit ihrem Artikel über Bergkarabach und der russisch-kasachische Atlas Turan auf alten Karten (Туран на старинных картах, 2009), sondern sogar Fəridə Məmmədovas 2005 in Baku erschienene Monographie Das kaukasische Albania und die Alwanen (Кавказская Албания и албаны), in der von einem armenischen Staat in Kleinasien die Rede ist.
Der aserbaidschanische Historiker İqrar Əliyev und sein Co-Autor Kamil Mamedzade schrieben 1997, das Kloster Gandsassar sei von „kaukasischen Albaniern“ erbaut worden, und vermieden dabei jegliche Erwähnung der mittelalterlichen armenischen Inschriften. Daraus folgerten sie: „Die unbestreitbare Schlussfolgerung ergibt sich von allem oben Gesagten, dass die so genannten Armenier von Karabach und die Aserbaidschaner von Nord-Aserbaidschan als solche (die Nachkommen der albanischen Bevölkerung sind) dieselbe Mutter teilen. Beide sind völlig unbestreitbar ehemalige Albanier, und deshalb haben die Armenier als solche [Hervorhebung im Original] auf dem Territorium von Bergkarabach, in das sie nach dem ersten Viertel des neunzehnten Jahrhundert in riesigen Mengen strömten, keine Rechte.“
Außer gegen den „Hauptfeind“ Aserbaidschans, Armenien, begründete Mahmudov auch mögliche territoriale Ansprüche gegen den nördlichen Nachbarn Georgien auf Grundlage der „Albania-Theorie“. So schreibt er über den Streit um das georgische Kloster David Gareja: „Keshikchidag (David Gareja) und Ostgeorgien sind ursprüngliche Gebiete Aserbaidschans. Tiflis ist eine alte aserbaidschanische Stadt.“

## Armenische Reaktionen
In dem Bemühen, die Falschheit der aserbaidschanischen „Albania-These“ herauszustellen, wurde die Erforschung des antiken Albania in Armenien weithin ignoriert, während sich armenische Historiker vereinzelt auf die Debatte um das historische Albania durch ablehnende Aussagen einließen. So schrieb der armenische Historiker Babken Harutyunyan im Jahre 2010, die Alwanen (kaukasischen Albaner) seien nicht „indigen“ im Kaukasus gewesen, da sie von den Osseten in diese Region vertrieben worden seien. Darüber hinaus hob er hervor, dass die Alwanen sich an die Armenier assimiliert hätten und niemand (auch die Aserbaidschaner nicht) ihnen das Recht dazu absprechen könne. In jüngerer Zeit sehen armenische Historiker das Ignorieren des antiken Albania durch die armenische Wissenschaft kritisch. So äußerte der Archäologe Hamlet Petrosyan, dies habe Aserbaidschan Raum dafür gegeben, seine Version der Geschichte zu verbreiten. In diesem Sinne forderte auch der libanesisch-armenische Historiker Vahé Tachjian eine Ausweitung der Forschung über Albania durch armenische Historiker. Tachjian hebt hervor, dass die kaukasischen Alwanen viele Gemeinsamkeiten mit ihren armenischen Nachbarn hatten, insbesondere hinsichtlich der Religion. Während die Alwanen außerhalb von Bergkarabach nach den frühen muslimischen Eroberungen islamisiert wurden, kam es nach Tachjians Worten bei den Alwanen in Bergkarabach großenteils durch alwanisch-armenische Eheschließungen zu einer Armenisierung.

## Rezeption im Ausland
Der türkische Historiker Halil Berktay bezeichnete die im Zuge des Bergkarabachkonfliktes geführten „Historikerschlachten“ als „Hass-Narrative“. Der britische Journalist und Kaukasus-Experte Thomas de Waal schrieb am 11. November 2020, kurz nach dem Waffenstillstand nach dem Krieg um Bergkarabach 2020: „Niemand außerhalb Aserbaidschans glaubt an die kaukasische Albania-Theorie.“
Auf Grund der nachgewiesenen Manipulationen warnen verschiedene Wissenschaftler vor der Verwendung in Aserbaidschan veröffentlichter historischer Texte. Der in Iran geborene US-amerikanische Historiker George Bournoutian schreibt, dass ohne zusätzliche Verwendung eines Originaltextes beziehungsweise einer beglaubigten Kopie desselben aserbaidschanische Ausgaben historischer Quellen unbrauchbar seien. Wörtlich schreibt er: „Eine solche unverhohlene Verfälschung von Primärquellen-Material schlägt geradezu ins Herz wissenschaftlicher Integrität. Die internationale wissenschaftliche Gemeinschaft darf nicht zulassen, dass solche Verletzungen intellektueller Ehrlichkeit unbemerkt und unbestraft bleiben.“ Der aus New York stammende US-amerikanische Historiker Robert Hewsen warnt in seinem „Historischen Atlas Armeniens“ in einer speziellen Anmerkung vor den zahlreichen Manipulationen an Originaltexten, die in der Aserbaidschanischen SSR und danach in der Republik Aserbaidschan veröffentlicht wurden und in denen sämtliche Erwähnungen von Armeniern getilgt wurden.

## Gefährdung armenischer Kulturgüter in Aserbaidschan

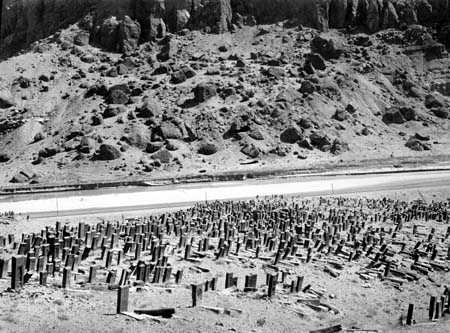
Die Chatschkare des Friedhofs von Dschulfa wurden in Aserbaidschan zu „albanischen Chatschdasch“ (Alban xaç daşları) erklärt und dennoch in mehreren Abrissaktionen, endgültig Ende 2005, vollständig zerstört.

Nach dem aserbaidschanischen Sieg im Krieg um Bergkarabach 2020 verkündete der aserbaidschanische Präsident İlham Əliyev am 25. November 2020: „Armenische Historiker und Fälscher verfälschten die alten albanischen Kirchen, fügten ihre eigenen Inschriften hinzu und eigneten sich diese Kirchen an.“ Insbesondere armenische Fachleute befürchten auf Grundlage dieser durch die „Albania-These“ begründeten Äußerungen Alijews, dass mit einer baldigen Zerstörung armenischer Kulturgüter zu rechnen sei, beginnend mit den als „Fälschungen“ titulierten historischen armenischen Inschriften. Jedoch seien auch die Gebäude selbst vor Zerstörung nicht geschützt, was das Beispiel des zerstörten Friedhofs von Dschulfa und sämtlicher – vorgeblich „albanischen“ – Kirchen in Nachitschewan zwischen 1989 und 2006 gezeigt habe. Ähnlich äußerte sich in Bezug auf Nachitschewan auch Thomas de Waal. Dokumentiert ist die Zerstörung der armenischen Inschriften an der als „albanisch“ deklarierten Kirche in Nidsch bei einem Umbau 2005. Finanziert wurden die Arbeiten aus norwegischen Mitteln, doch wegen dieser Zerstörung weigerte sich der norwegische Botschafter, an der Eröffnung der umgebauten Kirche teilzunehmen.
Am 3. Februar 2022 erklärte der aserbaidschanische Kulturminister Anar Kərimov, dass eine Kommission der Regierung eingerichtet worden sei mit der Aufgabe, „die von Armeniern auf albanischen religiösen Tempeln geschriebenen fiktiven Spuren“ zu entfernen. Kərimov verkündete, er werde mit der Gruppe diese Orte besuchen und nach der Inspektion weitere Schritte überlegen. Erst nach vier Tagen reagierte Armenien mit einer Erklärung des Außenministeriums, in der heißt: „Die Schaffung einer solchen Struktur auf Staatsebene, um sich absichtlich und widerrechtlich historisches und kulturelles Erbe des Nachbarvolkes anzueignen und sie ihrer historischen Erinnerung zu berauben, ist beispiellos in der Geschichte von Konflikten.“ Dies zeige erneut, dass die Zerstörung armenischen Kulturerbes in Bergkarabach während und nach dem 44-Tage-Krieg gewollt und geplant und Teil einer Politik sei, „Bergkarabach seiner einheimischen armenischen Bevölkerung zu berauben“. Während die Medien in Baku sehr zurückhaltend reagierten und kaum berichteten, brachte der Fernsehsender des russischen Verteidigungsministeriums „Stern“ (телеканал «Звезда») am 8. Februar 2022 eine Sendung, in der betont über das Kloster Dadiwank berichtet wird, „eines der größten Klöster des mittelalterlichen Armeniens“. Kərimov hatte zuvor Dadiwank als „albanisch“ bezeichnet. Am 7. Februar 2022 sprach Kərimov von „durch einige voreingenommene ausländische Medien in Umlauf gebrachte Berichte“ und erklärte zugleich: „Sollten irgendwelche Fälschungen [an den ‚albanischen Tempeln‘] identifiziert werden, dann werden sie mit Beteiligung internationaler Experten dokumentiert und der internationalen Gemeinschaft präsentiert werden.“